# Göran Nilsson Gyllenstierna
Göran Gyllenstierna, född 31 december 1575 på Kronobergs slott, död 24 augusti 1618, var en svensk friherre och riksamiral. Han var son till Nils Göransson Gyllenstierna.

## Biografi
Liksom brodern Johan höll sig Göran i början till Sigismunds parti, men övergick omsider till hertig Karl, blev 1601 hovjunkare och utnämndes till riksråd 1602. Två år därefter fick han fullmakt som underamiral, utnämndes 1607 till översteamiral och 1611 till "riksens öfverste amiral".
Oaktat sina befordringar utförde Nilsson inga synnerliga bedrifter; inte ens 1612, då danska flottan trängde in i Stockholms skärgård. Han blev samma år lagman i Tjust och överförde 1617 de trupper, som inledde polska kriget med Dünamündes intagande. Mer att värdera är de redliga och för riket välgörande råd, som han gav hertig Johan vilken, huvudsakligen på Nilssons tillstyrkan, år 1604 nedlade sina anspråk på Sveriges krona till förmån för Karl IX som då de facto sedan länge varit kung av Sverige. 
Vid Gustav II Adolfs kröning slagen till riddare, utnämndes han till den förste presidenten i det samma år inrättade amiralitetskollegium och dog den 24 augusti 1618. 
Friherre till Lundholmen i Vrigstads socken.

### Familj
Gyllenstierna gifte sig 27 juli 1600 med Ingeborg Claesdotter Bielkenstierna (död 1628), dotter av amiralen Claes Hansson (Bielkenstierna) och Kerstin Nilsdotter (Ryning). De fick tillsammans barnen landshövdingen Göran Göransson Gyllenstierna d.ä. (1601–1646), Ebba Gyllenstierna som var gift med hovjunkaren Erik Eriksson (Ulf af Horsnäs), en son (född 1605), assessorn Nils Gyllenstierna (död 1638) i Göta hovrätt, Johan Gyllenstierna (död 1638), Carl Gyllenstierna (död 1618), Christina Gyllenstierna (död 1671) som var gift med överstelöjtnanten Christer Zelow och Gustaf Gyllenstierna (1615–1641).